# فيرنون كروفورد
فيرنون كروفورد (بالإنجليزية: Vernon Crawford)‏ هو لاعب كرة قدم أمريكية أمريكي، ولد في 25 يونيو 1974 في تكساس سيتي في الولايات المتحدة.

## وصلات خارجية
- فيرنون كروفورد على موقع مرجع كرة القدم المحترفة.كوم (الإنجليزية)